# Pie Eugène Joseph Neveu

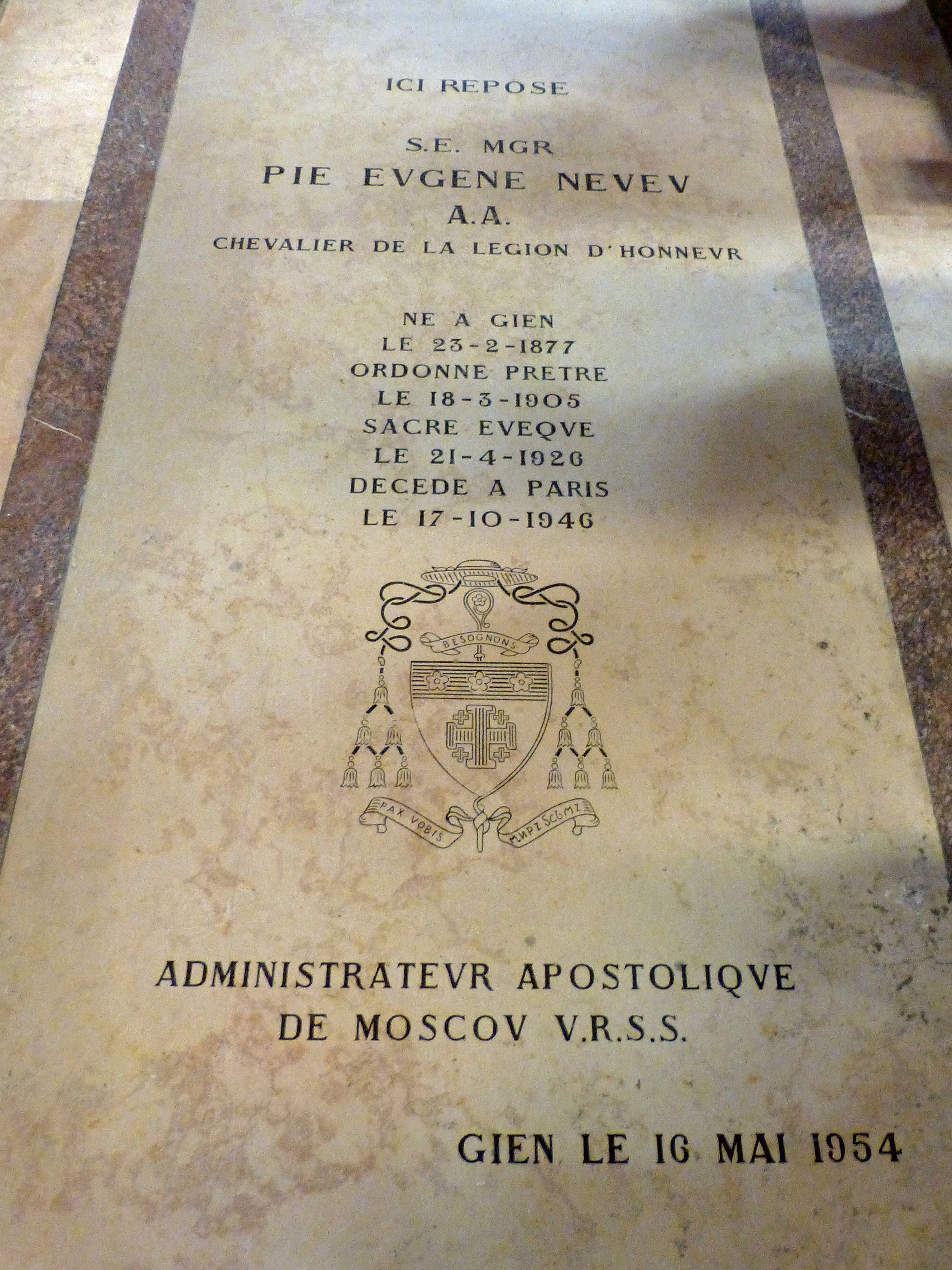
Płyta nagrobna bpa Neveu AA

Pie Eugène Joseph Neveu AA (ur. 23 lutego 1877 w Gien, zm. 17 października 1946 w Paryżu) – francuski duchowny rzymskokatolicki, asumpcjonista, biskup, administrator apostolski Moskwy.

## Biografia

### Młodość i prezbiteriat
Eugène Joseph Neveu urodził się 23 lutego 1877 w Gien we Francji. W 1895 wstąpił do Zakonu Wniebowzięcia Najświętszej Maryi Panny, w którym 18 marca 1905 otrzymał święcenia prezbiteriatu. Przybrał imię zakonne Pius (fr. Pie). Od listopada 1906 pracował w Rosji. Początkowo jako kapelan w schronisku dla dziewcząt w Petersburgu. W 1907 przeniesiony na probostwo do Makiejewki obok Doniecka, gdzie sprawował opiekę duszpasterską nad zagranicznymi pracownikami Donieckiego Zagłębia Węglowego. W Makiejewce był świadkiem I wojny światowej i rewolucji październikowej.
Gdy w wyniku represji komunistycznych po rewolucji październikowej zanikła hierarchia katolicka w Związku Radzieckim, papież Pius XI postanowił mianować tajnych administratorów w randzie biskupa. W 1926 o. Neveu został wezwany do Moskwy przez ambasadora francuskiego. Czekał tam na niego tajny wysłannik papieża, prefekt Papieskiej Komisji ds. Rosji bp Michel-Joseph Bourguignon d’Herbigny SI. Poinformował go, że został mianowany przez papieża administratorem apostolskim Moskwy i biskupem tytularnym Citrus. O. Neveu był znany w Rzymie, ponieważ napisał do Piusa XI kilka listów, w których informował o sytuacji w porewolucyjnej Rosji. O. Neveu został również proboszczem parafii św. Ludwika w Moskwie.

### Episkopat
11 marca 1926 o. Neveu potajemnie otrzymał od bpa d’Herbigny sakrę biskupią za zamkniętymi drzwiami kościoła św. Ludwika w Moskwie. Jednak OGPU dowiedział się o sakrze. Władze radzieckie zakazały biskupowi Neveu sprawowania obowiązków duszpasterskich oraz zagrożono mu deportacją z kraju. W wyniku twardego stanowiska ambasadora Francji Sowieci pozwolili mu pozostać i sprawować funkcje kapłańskie dla cudzieziemców, jednak objęto go ścisłym nadzorem służb bezpieczeństwa. Od 3 października 1926 bp Neveu publicznie występował jako biskup. Od 1932 mieszkał w ambasadzie Francji, z której ochrony korzystał i za pomocą której przekazywał do Rzymu informacje o stanie Kościoła w ZSRS oraz otrzymywał pomoc dla tutejszych katolików.
W maju 1934 wyjechał do Francji, aby wziąć udział w pielgrzymce narodowej w Lourdes. Następnie udał się do Rzymu, gdzie audiencji udzielił mu papież Pius XI. Z jego materiałów papież korzystał przy pisaniu encykliki Divini Redemptoris potępiającej komunizm. Po powrocie do Moskwy, zgodnie z poleceniem Piusa XI, udzielił sakry biskupiej swojemu rodakowi o. Maurice Jean-Baptiste Amoudru OP, który został administratorem apostolskim Leningradu (wkrótce bp Amoudru został jednak wydalony). Z powodu choroby 31 czerwca 1936 wyjechał do Francji na leczenie, mając zapewnienie, że będzie mógł wrócić. Nie otrzymał już jednak wizy do Związku Sowieckiego. Zmarł 17 października 1946 w Paryżu, do końca życia oficjalnie piastując urząd administratora apostolskiego Moskwy.